# Мариновское сельское поселение
Мари́новское се́льское поселе́ние — муниципальное образование в составе Калачёвского района Волгоградской области.
Административный центр — село Мариновка.

## История
Мариновское сельское поселение образовано 20 января 2005 года в соответствии с Законом Волгоградской области № 994-ОД.

## Население
| 2010  | 2012  | 2013  | 2014  | 2015  | 2016  | 2017  |
| ----- | ----- | ----- | ----- | ----- | ----- | ----- |
| 1844  | ↘1836 | ↘1834 | ↘1825 | ↘1798 | ↘1747 | ↘1678 |
| 2018  | 2019  | 2020  | 2021  |       |       |       |
| ↘1631 | ↘1570 | ↘1549 | ↘1537 |       |       |       |

## Состав сельского поселения
| № | Населённый пункт | Тип населённого пункта       | Население |
| - | ---------------- | ---------------------------- | --------- |
| 1 | Мариновка        | село, административный центр | ↘862      |
| 2 | Приканальный     | посёлок                      | 184       |
| 3 | Прудбой          | посёлок                      | 798       |